# Cas One, Inc. contra Olesen
El cas One, Inc. contra Olesen, 355 U.S. 371 (1958), va ser una decisió històrica de la Tribunal Suprem dels Estats Units per als drets de les persones LGBT als Estats Units. Va ser la primera sentència del Tribunal Suprem que es va ocupar de l'homosexualitat i la primera que va abordar els drets de lliure expressió respecte a l'homosexualitat. El Tribunal Suprem va revocar una sentència d'un tribunal inferior que establia que la revista gai ONE violava les lleis d'obscenitat, mantenint així la protecció constitucional per als escrits pro-homosexuals.
ONE, Inc., un spin-off de la Mattachine Society, va publicar la primera revista pro-gai "ONE: The Homosexual Magazine" a partir de 1953. Després d'una campanya d'assetjament per part del Departament de Correus dels Estats Units i el FBI, el Cap de Correus de Los Angeles, Otto Olesen, va declarar que el número d'octubre de 1954 era "obscè, indecent, lasciu i repugnant" i que per tant no es podia enviar per correu segons les lleis de Comstock. En aquest número, l'Oficina de Correus es va oposar a "Sappho Remembered", una història d'afecte d'una lesbiana a una "noia" de vint anys que abandona al seu xicot per a viure amb ella, la lesbiana, perquè era "luxuriosament estimulant per al lector homosexual mitjà"; "Lord Samuel i Lord Montagu", un poema sobre els creuers homosexuals que deia que contenia "paraules brutes"; i (3) un anunci de The Circle, una revista que contenia històries de romanços pulposos homosexuals, que dirigia al lector a un altre material obscè.
La revista, representada per un jove advocat que havia estat l'autor de l'article de portada del número d'octubre de 1954, Eric Julber, va presentar una demanda en el Tribunal de Districte dels Estats Units sol·licitant un manament judicial contra el Cap de Correus. Al març de 1956, el jutge de districte Thurmond Clarke va dictaminar a favor de l'acusat. Va escriure:
| « | Es rebutja el suggeriment que els homosexuals siguin reconeguts com un segment del nostre poble i se'ls concedeixi un privilegi especial com a col·lectiu. | » |

Un jurat de tres jutges de la Cort d'Apel·lacions del Novè Circuit va confirmar aquesta decisió unànimement al febrer de 1957. Julber va presentar una petició a la Cort Suprema dels Estats Units el 13 de juny de 1957. El 13 de gener de 1958, aquest tribunal va acceptar el cas i, sense escoltar els arguments orals, va emetre una decisió concisa per curiam que va revocar el Novè Circuit. La decisió, citant la seva decisió històrica del 24 de juny de 1957 en el cas Roth contra els Estats Units 354 U.S. 476 (1957), va ser llegida íntegrament:
| « | 241 F.2d 772, revocat. Eric Julber pel demandant. Fiscal General Rankin, Assistent del Fiscal General en funcions Leonard i Samuel D. Slade pel demandat. PER CURIAM. Es concedeix la petició de l'ordre de certiorari i es revoca la sentència del Tribunal d'Apel·lacions dels Estats Units per al Novè Circuit. Cas Roth contra els Estats Units, 354 U.S. 476. | » |

Els jutges que van donar suport a la revocació van ser Frankfurter, Douglas, Clark, Harlan i Whittaker. Com una afirmació de Roth, el cas en si ha demostrat ser molt important per, en paraules d'un acadèmic, "els seus efectes sobre el terreny". Protegint ONE, el Tribunal Suprem va facilitar el creixement d'una cultura de gais i lesbianes i un sentit de comunitat" al mateix temps que el govern federal purgava als homosexuals de les seves files.
En el seu següent número, ONE va dir als seus lectors: "Per primera vegada en la història de la publicació americana, una decisió vinculant per a tots els tribunals... afirma en efecte que no és de cap manera apropiat descriure una aventura amorosa entre dos homosexuals com una obscenitat constitutiva".